# Liste der Gemeindeverbände im Département Alpes-Maritimes
Das Département Alpes-Maritimes liegt in der Region Provence-Alpes-Côte d’Azur in Frankreich. Es untergliedert sich in sieben Gemeindeverbände.
Siehe auch: Liste der Gemeinden im Département Alpes-Maritimes

## Gemeindeverbände

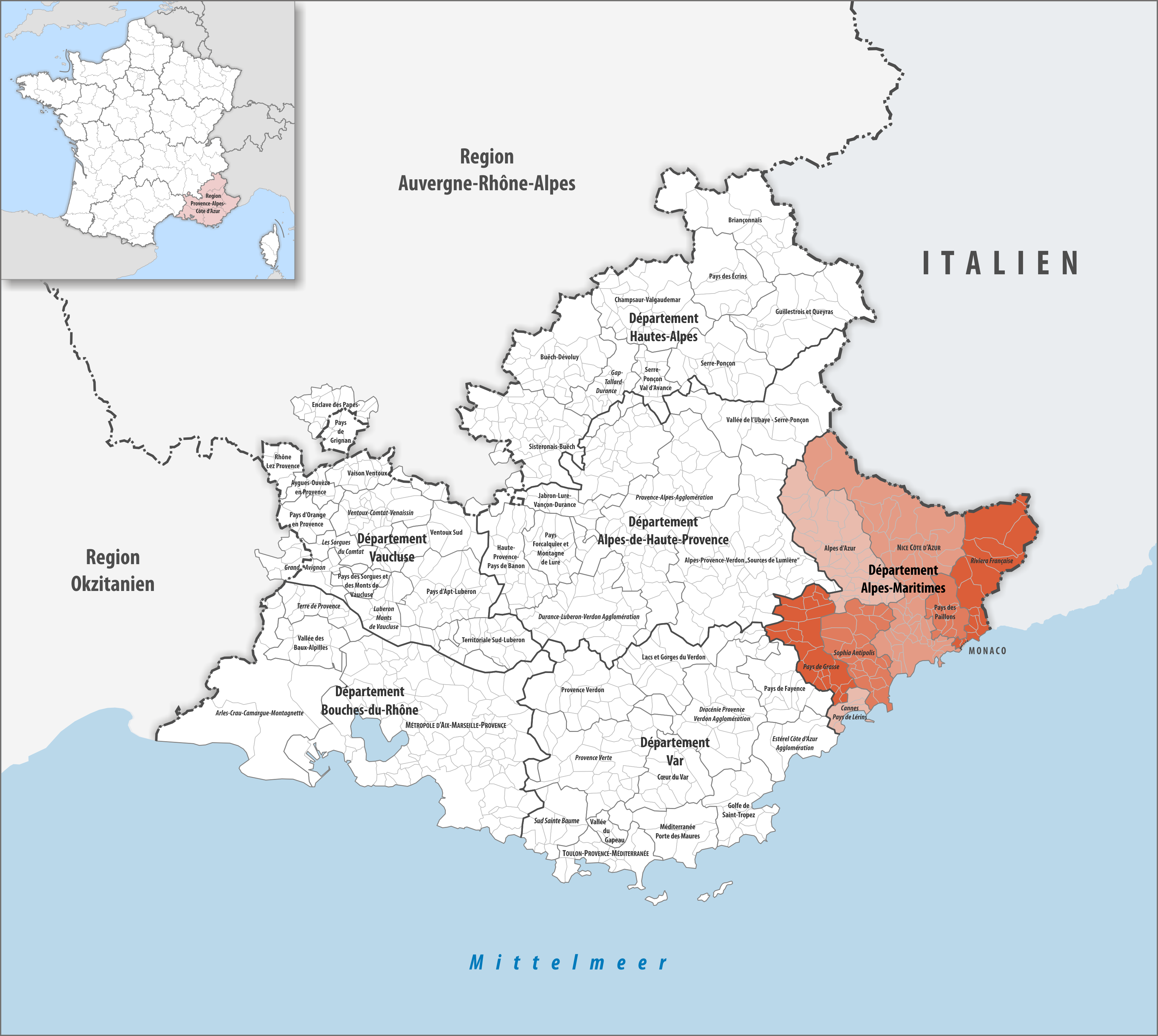
Gemeindeverbände im Département Alpes-Maritimes

| Gemeindeverband       | Gemeinden im Départ./Verband | Einwohner 1. Januar 2022 | Fläche km² | Dichte Einw./km² | SIREN- Nummer | Rechtsform                 | Gründungsdatum     |
| --------------------- | ---------------------------- | ------------------------ | ---------- | ---------------- | ------------- | -------------------------- | ------------------ |
| Alpes d’Azur          | 34/34                        | 10.015                   | 888,46     | 11               | 200 039 931   | Communauté de communes     | 1. Januar 2014     |
| Cannes Pays de Lérins | 5/5                          | 156.338                  | 94,83      | 1.649            | 200 039 915   | Communauté d’agglomération | 1. Januar 2014     |
| Nice Côte d’Azur      | 51/51                        | 568.596                  | 1.479,73   | 384              | 200 030 195   | Métropole                  | 31. Dezember 2011  |
| Pays de Grasse        | 23/23                        | 101.897                  | 489,86     | 208              | 200 039 857   | Communauté d’agglomération | 1. Januar 2014     |
| Pays des Paillons     | 11/11                        | 21.426                   | 202,75     | 106              | 240 600 593   | Communauté de communes     | 24. November 2013  |
| Riviera Française     | 15/15                        | 72.316                   | 660,13     | 110              | 240 600 551   | Communauté d’agglomération | 27. September 2001 |
| Sophia Antipolis      | 24/24                        | 183.991                  | 482,82     | 381              | 240 600 585   | Communauté d’agglomération | 10. Dezember 2001  |